# Кастеллини, Лучано
Лучано Кастеллини (итал. Luciano Castellini; род. 12 декабря 1945, Милан) — итальянский футболист, вратарь. По завершении игровой карьеры — футбольный тренер.
В качестве игрока прежде всего известен выступлениями за клубы «Торино» и «Наполи», а также национальную сборную Италии. Чемпион Италии и обладатель кубка Италии.

## Клубная карьера
Воспитанник футбольной школы клуба «Монца». Профессиональную футбольную карьеру начал в 1965 году в основной команде этого же клуба, проведя там пять сезонов, приняв участие в 60 матчах чемпионата.
Своей игрой за эту команду привлек внимание представителей тренерского штаба клуба «Торино», к составу которого присоединился в 1970 году. Сыграл за туринскую команду следующие восемь сезонов. Отличался чрезвычайно высокой надежностью, пропуская в играх чемпионата в среднем меньше одного гола за матч. Выступая в «Торино» завоевал титул чемпиона Италии, также становился обладателем Кубка Италии.
В 1978 году перешёл в клуб «Наполи», за который отыграл 7 сезонов. Играя в составе «Наполи» также выходил на поле в основном составе команды. Завершил профессиональную карьеру футболиста выступлениями за эту команду в 1985 году.

## Карьера за сборную
В 1977 году впервые вышел на поле в официальных матчах в составе национальной сборной Италии. На протяжении карьеры в национальной команде, которая длилась всего 1 год, провел в форме главной команды страны 1 матч, пропустив 1 гол. Был включен в состав сборной для участия в чемпионате мира 1974 года в ФРГ, где на поле ни разу не выходил.

## Достижения

### Командные
«Торино»
- Обладатель Кубка Италии: 1970/71
- Чемпион Италии: 1975/76

### Личные
- Футболист года в Италии по версии Guerin Sportivo (2): 1980